# Brachiolia
Brachiolia là một chi bướm đêm thuộc phân họ Tortricinae của họ Tortricidae.

## Các loài
- Brachiolia amblopis (Meyrick, 1911)
- Brachiolia egenella (Walker, 1864)
- Brachiolia obscurana Razowski, 1966
- Brachiolia wojtusiaki Razowski, 1986